# Черчилл (водоспад)

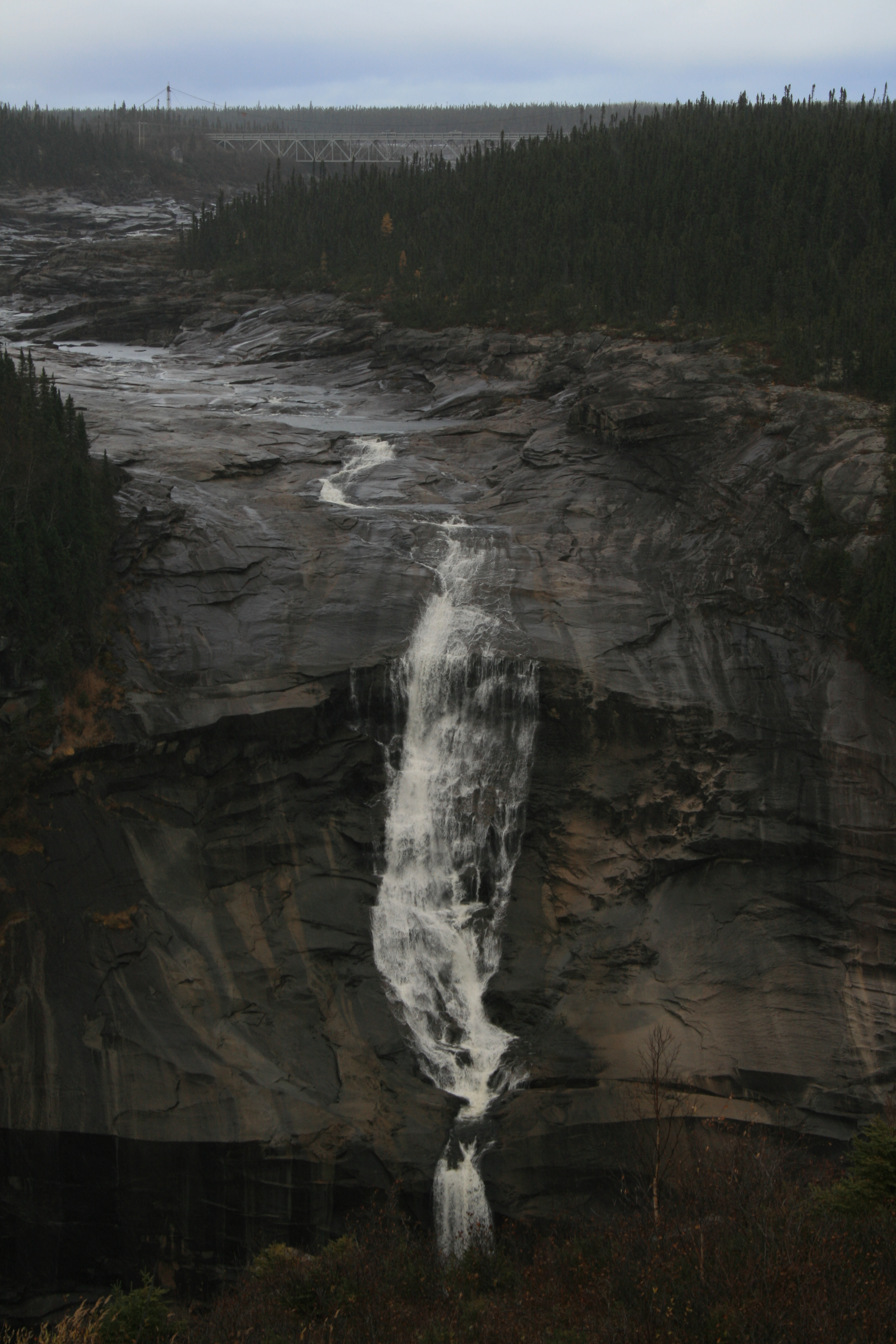
Водоспад Черчилл у 2008 після відводу річки.

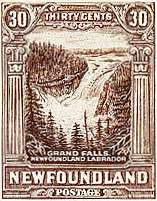
Зображення водоспаду на марці домініону Ньюфаундленд, випущеної у 1931

53°36′00″ пн. ш. 64°18′57″ зх. д. / 53.6° пн. ш. 64.315833333333° зх. д.
Черчилл — водоспад заввишки 75 м на річці Черчилл в провінції Канади Ньюфаундленд і Лабрадор. Після спорудження у 1971 гідроелектростанції Черчилл-Фолс, річка була повністю відведена для виробництва електроенергії. Станом на 2009 водоспад Черчилл не існує як водоспад більший час року.
Річка, водоспад і ГЕС названі на честь британського прем'єр-міністра В. Черчилля.

## Основні відомості
Перший європеєць, який досліджував водоспад Черчилл у 1839, був представник Компанії Гудзонової затоки Д. Маклін. Маклін назвав річку «Гамільтон» на честь губернатора британської колонії Лабрадор того часу. Водоспад був відомий під ім'ям «Великого водоспаду» (англ. "Grand Falls") до 1965, коли річці та водоспаду були привласнені їх сучасні назви на честь британського прем'єр-міністра середини XX століття В. Черчилля. У 1894 район річки досліджувався канадським геологом А. П. Лоу в ході пошуку покладів руди в Лабрадорі і на північному сході Квебека.
Ділянка, де знаходиться водоспад Черчилл, характеризується звуженням русла річки до 61 м, яке починається вище за течією на 6,4 км. Після водоспаду річка протікала каньйоном Макліна завдовжки 19 км з великою кількістю порогів. Загальне падіння Черчилл на ділянці довжиною 25,4 км становить 316 м, висота самого водоспаду 75 м.
До 1970 середня витрата води становила близько 1380 м³/сек, зараз велику частину року вода в ньому відсутня і водоспад діє тільки в короткі періоди сильних опадів.

## Ресурси Інтернету
- Profile of the Innu people of Labrador [Архівовано 20 грудня 2005 у Wayback Machine.]
- Hon. Brian Tobin 1996 speech to the Empire Club
- The loophole in the 1969 Hydro-Québec/CFLCo. agreement [Архівовано 12 серпня 2011 у Wayback Machine.]